# École secondaire Étienne-Brûlé
L'École secondaire Étienne-Brûlé est une école secondaire de langue française située au cœur de North York, en Ontario (Canada). Elle sert une partie importante de la population francophone de la région métropolitaine de Toronto.
Elle est baptisée en hommage à l'explorateur français Étienne Brûlé, découvreur du lac Ontario et de l'actuelle région de Toronto en 1615. Sa devise est : « L'unité dans la diversité ».

## Anciens élèves célèbres
- Patrick Chan, patineur artistique
- Frank Baylis, député fédéral
- Paul Poirier, patineur artistique
- Dan McTeague, homme politique
- Chantal Hébert, journaliste